# 만수2동어린이도서관
만수2동어린이도서관은 인천광역시 남동구 만수동 소재의 구립 어린이 도서관이다.

## 연혁
- 2012년 10월 만수2동어린이도서관 준공
- 2013년 2월 만수2동어린이도서관 홈페이지 구축
- 2013년 2월 18일 만수2동어린이도서관 개관

## 이용 안내
- 이용시간: 09:00 ~ 18:00(화~금), 09:00~17:00(토~일)
- 휴관일: 매주 월요일, 법정공휴일, 기타 도서관장이 정하는 임시휴관일